# 6. vlada Republike Slovenije
6. vlada Republike Slovenije je bila vlada v obdobju od 30. novembra 2000 do 19. decembra 2002. 

## Koalicija
- LDS
- SLS
- ZLSD
- DeSUS

## Položaji
| Služba                                            | Položaj               | Ime             | Slika | Stranka | Državni sekretarji | Mandat                      |
| ------------------------------------------------- | --------------------- | --------------- | ----- | ------- | ------------------ | --------------------------- |
| Vlada Republike Slovenije                         | Predsednik vlade      | Janez Drnovšek  |       |         |                    |                             |
| Ministrstvo za zunanje zadeve                     | Minister              | Dimitrij Rupel  |       | LDS     |                    | 30. 11. 2000 – 19. 12. 2002 |
| Ministrstvo za delo, družino, socialne zadeve     | Minister              | Vlado Dimovski  |       |         |                    | 30. 11. 2000 – 19. 12. 2002 |
| Ministrstvo za finance                            | Minister              | Anton Rop       |       |         |                    | 30. 11. 2000 – 19. 12. 2002 |
| Ministrstvo za zdravje                            | Minister              | Dušan Keber     |       |         |                    | 30. 11. 2000 – 19. 12. 2002 |
| Ministrstvo za gospodarstvo                       | Ministrica            | Tea Petrin      |       |         |                    | 30. 11. 2000 – 19. 12. 2002 |
| Ministrstvo za obrambo                            | Minister              | Anton Grizold   |       |         |                    | 30. 11. 2000 – 19. 12. 2002 |
| Ministrstvo za notranje zadeve                    | Minister              | Rado Bohinc     |       |         |                    | 30. 11. 2000 – 19. 12. 2002 |
| Ministrstvo za pravosodje                         | Minister              | Ivan Bizjak     |       |         |                    | 30. 11. 2000 – 19. 12. 2002 |
| Ministrstvo za šolstvo, znanost in šport          | Ministrica            | Lucija Čok      |       |         |                    | 30. 11. 2000 – 19. 12. 2002 |
| Ministrstvo za okolje, prostor in energijo        | Minister              | Janez Kopač     |       |         |                    | 30. 11. 2000 – 19. 12. 2002 |
| Ministrstvo za kulturo                            | Ministrica            | Andreja Rihter  |       |         |                    | 30. 11. 2000 – 19. 12. 2002 |
| Ministrstvo za kmetijstvo, gozdarstvo in prehrano | Minister              | Franc But       |       |         |                    | 30. 11. 2000 – 19. 12. 2002 |
| Ministrstvo za informacijsko družbo               | Minister              | Pavel Gantar    |       |         |                    | 30. 11. 2000 – 19. 12. 2002 |
| Ministrstvo za promet                             | Minister              | Jakob Presečnik |       |         |                    | 30. 11. 2000 – 19. 12. 2002 |
| Ministrstvo za evropske zadeve                    | Minister brez resorja | Igor Bavčar     |       |         |                    | 30. 11. 2000 – 24. 1. 2002  |
| Ministrstvo za evropske zadeve                    | Minister brez resorja | Janez Potočnik  |       |         |                    | 24. 1. 2002 – 19. 12. 2002  |